# Carlos Fonseca Amador

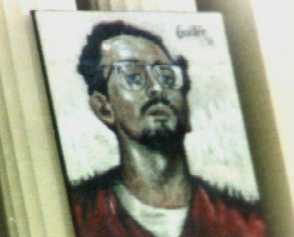
Carlos Fonseca Amador

Calos Fonseca Amador (ur. w 1936, poległ w walce z wojskami rządowymi w 1976) – nikaraguański działacz rewolucyjny, współzałożyciel (1962) i przywódca Sandinowskiego Frontu Wyzwolenia Narodowego (FSLN), organizator walki partyzanckiej przeciw dyktaturze rodziny Somozów na czele z prezydentem Anastasio Somozą Debayle.